# PWS-15
 (пољ. PWS-15) је ловачки авион направљен у Пољској. Авион је први пут полетео 1930. године. 

Распон крила авиона је био 10,00 метара, а дужина трупа 7,50 метара. Празан авион је имао масу од 1145 килограма. Нормална полетна маса износила је око 1515 килограма.

## Наоружање
| Наоружање авиона:              |          |
| Ватрено (стрељачко) наоружање  |          |
| Топ                            |          |
| Митраљез                       |          |
| Број и ознака митраљеза        | 2 Викерс |
| Калибар                        | 7,7      |
| Бомбардерско наоружање (бомбе) |          |
| Ракетно наоружање (ракете)     |          |